# Nagyoldal
Nagyoldal (románul: Coasta Mare), falu Romániában, Maros megyében.

## Története
Mezőrücs község része. A trianoni békeszerződésig Maros-Torda vármegye Marosi felső járásához tartozott.

## Népessége
2002-ben 162 lakosa volt, ebből 161 román és 1 magyar nemzetiségű.

## Vallások
A falu lakói közül 152-en ortodox hitűek.